# Swoszowice (Kazimierza)
Pour les articles homonymes, voir Swoszowice.
Swoszowice est une localité polonaise de la gmina de Czarnocin, située dans le powiat de Kazimierza en voïvodie de Sainte-Croix.